# Enicmus rugosus
Enicmus rugosus is een keversoort uit de familie schimmelkevers (Latridiidae). De wetenschappelijke naam van de soort werd in 1793 gepubliceerd door Johann Friedrich Wilhelm Herbst.